# John Stoughton Dennis
Pour les articles homonymes, voir Dennis.
John Stoughton Dennis (19 octobre 1820 – 7 juillet 1885) était un arpenteur, officier de la milice et fonctionnaire canadien.
Il mena en 1866 une attaque malheureuse contre les Fenians de Fort Érié, pour laquelle il fut traduit en cour martiale et acquitté. Dennis s'est également fait remarquer pour son rôle dans le déclenchement de la rébellion de la rivière Rouge en 1870. Il est le père de John Stoughton Dennis Jr., également géomètre et milicien reconnu.